# ケネス・ポメランツ
ケネス・ポメランツ（Kenneth L. Pomeranz, 1958年11月4日 - ）は、アメリカの歴史学者。専門は近代中国経済史、グローバル経済史 。
コーネル大学を卒業後、1988年にイェール大学で博士号を取得。カリフォルニア大学アーバイン校の歴史学部教授をへて、2012年からシカゴ大学の歴史学部教授を務める。2006年にアメリカ芸術科学アカデミーのフェローに選出された。2013年から2014年にアメリカ歴史学会の会長を務めた。2019年にダン・デイヴィッド賞を受賞、2021年にトインビー賞を受賞した。

## 研究
ポメランツはそれまでの歴史学における西欧を先進的としてきた西洋中心史観を批判した。ポメランツは後述の「大分岐」説などによって通説に大きな変更をもたらした。
ポメランツはカリフォルニア学派と呼ばれるグループの1人にみなされている。ただ、カリフォルニア学派としての確固とした組織や学説の一致があるわけではない。

### 大分岐
比較経済史において、ヨーロッパとアジアの経済成長が分岐した現象を「大分岐」と呼び、その原因を研究した。ポメランツは大分岐について次のような論点をあげている。
1. 東アジアとヨーロッパの最も発展していた地域は、1700年か1750年頃まで経済的類似性があった。ヨーロッパと中国、イングランドと長江デルタの生活水準および一人あたり所得は同水準にあったが、その類似性は1750年以降に分かれた[注釈 2][10]。それまでの研究では、ヨーロッパは東アジアより約数世紀は進んでいたとされていた[注釈 3][5]。
2. 19世紀における東アジアとヨーロッパの発展の分岐は、発展の制約となる環境圧力をヨーロッパが逃れたことに要因がある。ヨーロッパはアメリカ大陸の植民地化や化石燃料への転換[注釈 4]によって制約を逃れており、技術や制度だけでなく偶然的要素の影響が大きかった。この進出を可能にしたのは重商主義であり、独占の促進と、軍事力による破壊は国外において利益をもたらした[12]。仮にヨーロッパ自体の土地利用だけであれば、環境面で持続可能な方法を取らざるを得ないが、アメリカ大陸はその制約を取り払い、輸出農産物という実体的資源や、金・銀などの貴金属をヨーロッパに提供した[13]。病気によるアメリカ先住民の激減とアフリカでの奴隷貿易によってカリブ海域やアメリカ大陸は奴隷と工業製品を大量に輸入し、他方でプランテーションから輸出を大量に行った[14]。
3. 東アジアは1500年以降の経済成長で世界で2番目に成功していた。財産権、契約などの制度は、中国・日本・ヨーロッパは同様に適しており、資本市場についても中国・日本のそれは企業活動を阻害するほどではなかった[15]。東アジアがヨーロッパと大きく違っていたのは次のような点がある。(1) 工業化初期において資源の発見が欠けていた。ヨーロッパにとってのアメリカ大陸が東アジアにはなかった[12]。(2) ヨーロッパの財政は将来の収入を担保にできる点で効率的だった。この効率性は軍事費のためであり、中国や日本の財政は軍事費が低かった[16]。

ポメランツが大分岐についての研究をまとめた著書『大分岐』（2000年）は、ジョン・K・フェアバンク賞、世界歴史学会著作賞を受賞した。

### グローバル経済史
グローバル経済史の研究においては、通常の人々の生活の歴史と、地球規模の貿易史を融合させることを意図した。この方法論にもとづいてポメランツは歴史学者スティーヴン・トピックとの共著で『グローバル経済の誕生』（2006年）を発表した。
世界貿易について、ポメランツとトピックは次の3点を強調する。
1. 市場（マーケット）は自然に発生するものではなく、歴史上のある時点で永続するような形で出現した。市場が多くの人々に有害であっても、消し去ったり、意図的に作り出せるものではない[19]。
2. 文化の流れは受容したいと望む人々によって作られる。文化を受け入れる人々と、拒否する人々の間には大きな差異が生まれる。文化を橋渡しする人々は利益を手にするが、自分たちの文化が世界で通用しないと知った人々は不満を抱き、暴力的に市場を作り出そうとする。植民地主義や門戸開放政策はこれに属する[20]。
3. 特定の文化に対するこだわりによって制度や信仰が掲載されている地域がある。こうした地域はグローバルな世界の前段階にあるのではなく、それ自体が重要な単位であり、現代経済において地域の文化や伝統の役割は大きくなっている[21]。

ポメランツとトピックは、経済史について次のような指摘をしている。
1. 近代ヨーロッパの経済発展にとって、アフリカでの奴隷貿易が決定的な役割を果たした。アフリカにおける奴隷は財産でありつつも人としての権利を付与されていたが、ヨーロッパは奴隷を純粋な動産として扱った。この暴力が容認されることでアフリカ、アメリカ、ヨーロッパの三角貿易が大きな利益となった[22]。
2. 世界初の近代的な工場は、ヨーロッパの植民地である西インド諸島の砂糖工場だった。プランテーションで栽培したサトウキビを砂糖にするために粉砕・煮沸・蒸留などの精製過程が厳密に管理され、専従工程を担当する奴隷によって作られた[23]。
3. 産業革命の象徴でもあるイギリスの綿製品は、アメリカ大陸の植民地によって成立した。綿花栽培は大量の水をはじめとして土地への負担が大きいため、プランテーションから綿花を輸入しなければ綿製品の大量生産は不可能だった[24]。
4. 需要と供給は、市場の力ではなく人々の価値観を規定する文化によって決定される[25]。しばしば現代人は論理的であり昔の人々は非論理的と思われがちだが、現代人も奇怪な行動をとっている[26]。
5. 世界経済はモラルとは関係がない。歴史的に多くの利益を生んできたのは、人間の生存にとって有益な食料や必需品よりも奴隷貿易、海賊行為、麻薬などだった[25]。
6. 多数派や機関が価値があると認めた社会的・政治的・経済的な成功を収めた人間が「成功者」として評価されているが、上述のように世界経済はモラルと無関係であり、成功者は美徳・努力・賢明さとは関係がない[25]。
7. グローバル経済の前提として、標準化と非人格化が必要だった。商品としての時間、交換手段としての貨幣、全てが計測可能だとする思想、私的所有権、株式会社や商標登録などの概念が共有されてはじめて可能となった[27]。

これらの指摘を通して、ポメランツやトピックは格差や暴力を解決するための展望の必要性を訴えている。

## 著作

### 単著
- The making of a hinterland: state, society, and economy in inland North China, 1853-1937, University of California Press, 1993.
- The great divergence: China, Europe, and the making of the modern world economy, Princeton University Press, 2000.
  - 『大分岐――中国、ヨーロッパ、そして近代世界経済の形成』、川北稔監訳、鴋澤歩, 石川亮太, 西村雄志, 岩名葵, 松中優子, 浅野敬一, 坂本優一郎, 水野祥子, 川北稔訳、名古屋大学出版会、2015年。

### 共著
- The world that trade created: society, culture, and the world economy, 1400-the present, Kenneth Pomeranz and Steven Topik, M.E. Sharpe, 1999, 2nd edtion, 2006.
  - 『グローバル経済の誕生―─貿易が作り変えたこの世界』、福田邦夫, 吉田敦訳、筑摩書房、2013年。

### 編著
- The Pacific in the age of early industrialization, edited by Kenneth L. Pomeranz, Ashgate/Variorum, 2009.
- The environment and world history, edited by Edmund Burke III and Kenneth Pomeranz, University of California Press, 2009.